# フォード・スペクトロン

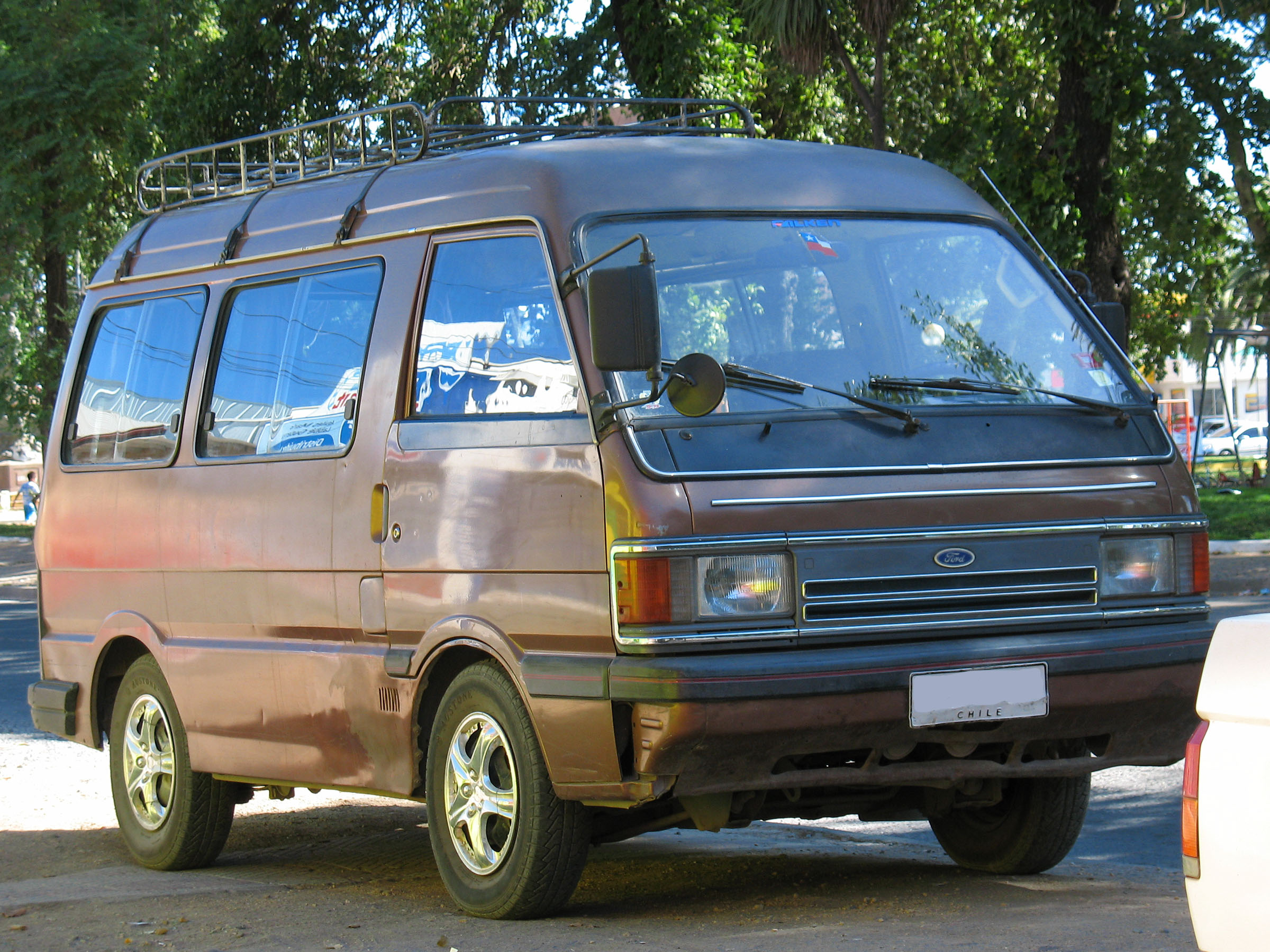
スペクトロン初期型

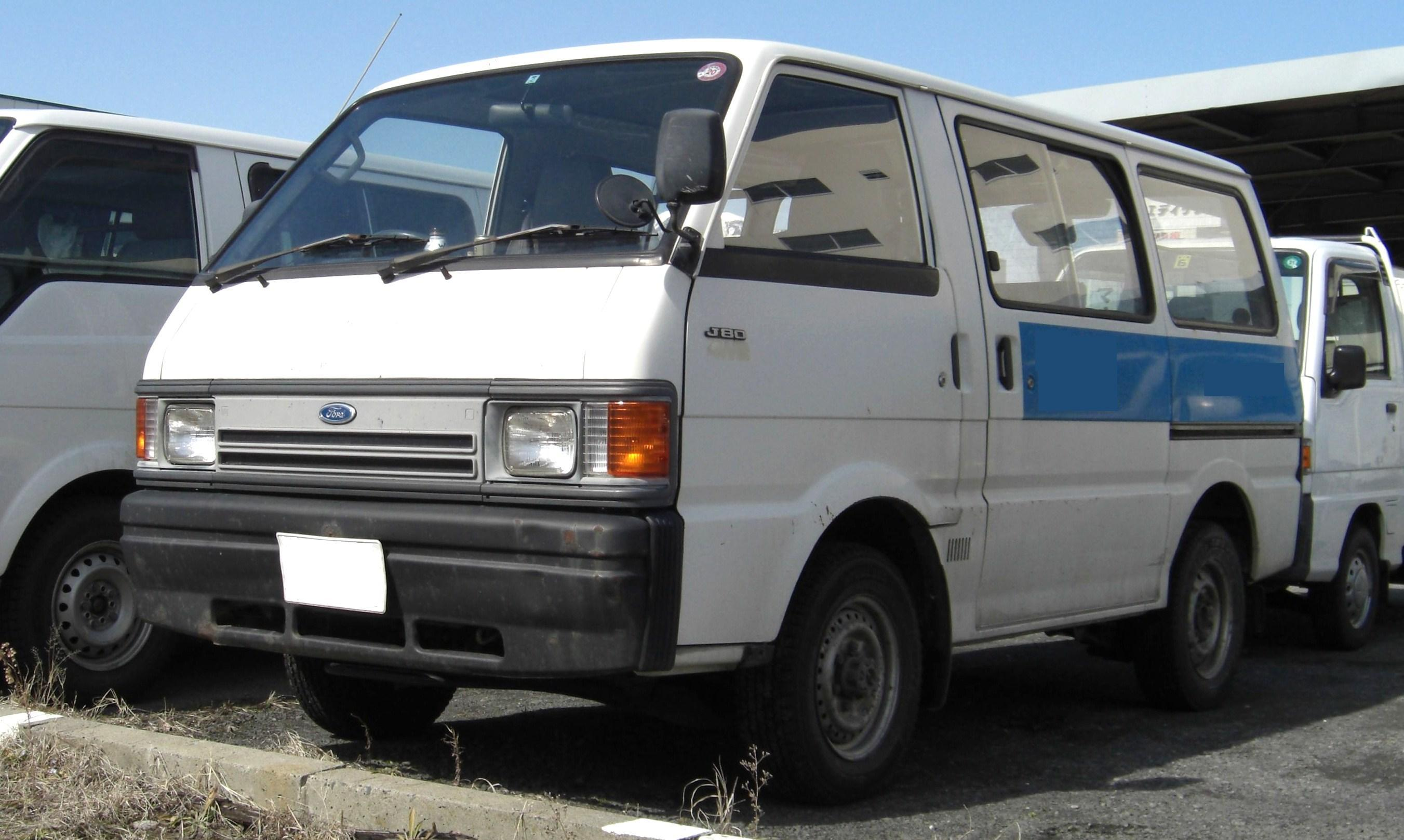
ボンゴバンがベースのフォード・J80

スペクトロン（SPECTRON）は、フォード・モーターのキャブオーバーワンボックスカー。マツダがOEM供給するボンゴの姉妹車である。本項では日本向け商用車のJ80、J100、海外向け商用車のエコノバン（ECONOVAN）についても解説する。

## 概要
1979年（昭和54年）にフォードとマツダは資本提携し、フォードはアジア・オセアニア・環太平洋地域向け小型車の開発・生産をマツダに任せることにした。そのアライアンスの一環として、同地域向けに1981年（昭和56年）より2代目ボンゴがエコノバン（商用）とスペクトロン（乗用）の名でOEM供給されて販売された。プラットフォームはマツダ・Sプラットフォームを採用する。これらはその当時に日本では発売されなかった。
その後日本国内でフォードの販売チャネルであるオートラマが発足し、取り扱い車種の増加による販売拡大を狙って日本国内でも発売された。同時にバンとトラックも発売となったが、日本では「三菱ミニカ・エコノ」(ミニカの4ナンバーバン)の商標があるため「フォード・エコノバン」の名は使われず、ボンゴベースのものをJ80、ボンゴブローニイベースのものをJ100として販売した。なお、J100は海外ではエコノバン マキシ（ECONOVAN MAXI）の名称で販売され、日本には無いブローニィワゴンのフォード版もスペクトロン スペーサー（SPECTRON SPACER）の名称で存在した。
日本での販売が終了した後も海外向けエコノバン/スペクトロンの販売は続けられ、オセアニアを中心に4代目ボンゴベースのものも存在したが、2013年（平成25年）10月に台湾・福特六和汽車にて台湾仕様車の生産が終了した事で絶版となった。

## 歴史
1981年（昭和56年）、オセアニア向けに2代目ボンゴのOEM車として販売開始。
1983年（昭和58年）、フルモデルチェンジ。日本国内でも販売開始。スペクトロンのグレードはXLと上級のXL-Tの2種類。
1986年（昭和61年）、マイナーチェンジ。スペクトロンのフロントマスクがJ80、J100と共通のものから専用のものに変更される。
1989年（平成元年）、スペクトロンに特別仕様車スポーツ発売。以降1991年まで毎年発売される。
1990年（平成2年）、マイナーチェンジ。XLが廃止され、新グレードのモンターニュが追加される。J80のバンパー形状が変更される。全車にはリアアンダーミラーと集中ドアロックが標準装備される。
1995年（平成7年）、ボンゴフレンディがベースの後継車種フリーダが登場。ただしスペクトロンも併売される。スペクトロンのディーゼルを2.0Lインタークーラーターボディーゼルに変更。
1996年（平成8年）、J80をマイナーチェンジ。フロントバンパーとフロントドアウィンドウの形状が変更される。
1998年（平成10年）1月、スペクトロン販売終了。J100をマイナーチェンジ。J80同様、フロントバンパーとフロントドアウィンドウの形状が変更される。
1999年（平成11年）、J80、J100生産終了。一部の海外向けエコノバン/スペクトロンをフルモデルチェンジ。
2013年（平成25年）、台湾向けエコノバン生産終了。これにより32年の歴史に幕を下ろす。

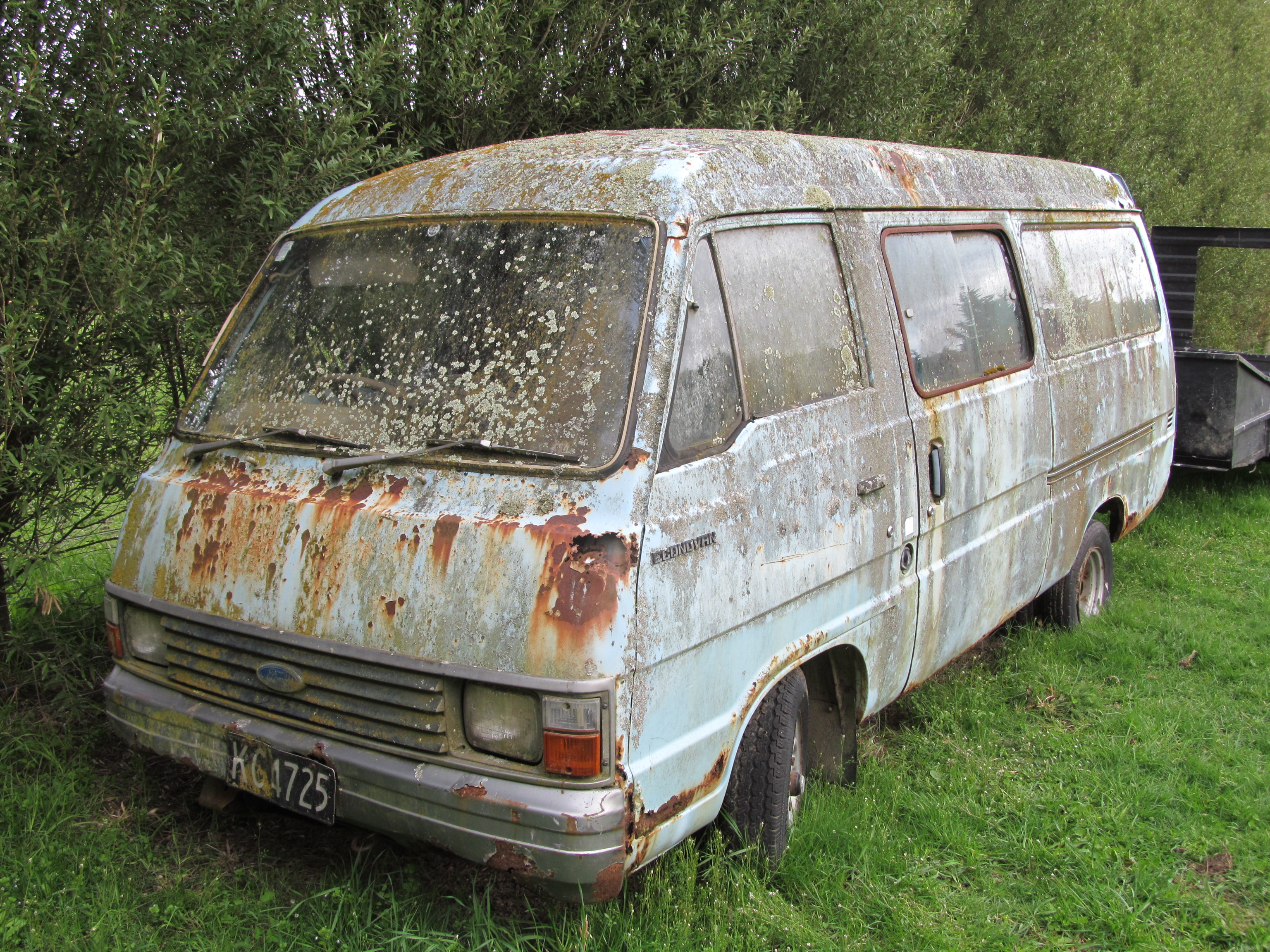
初代エコノバン
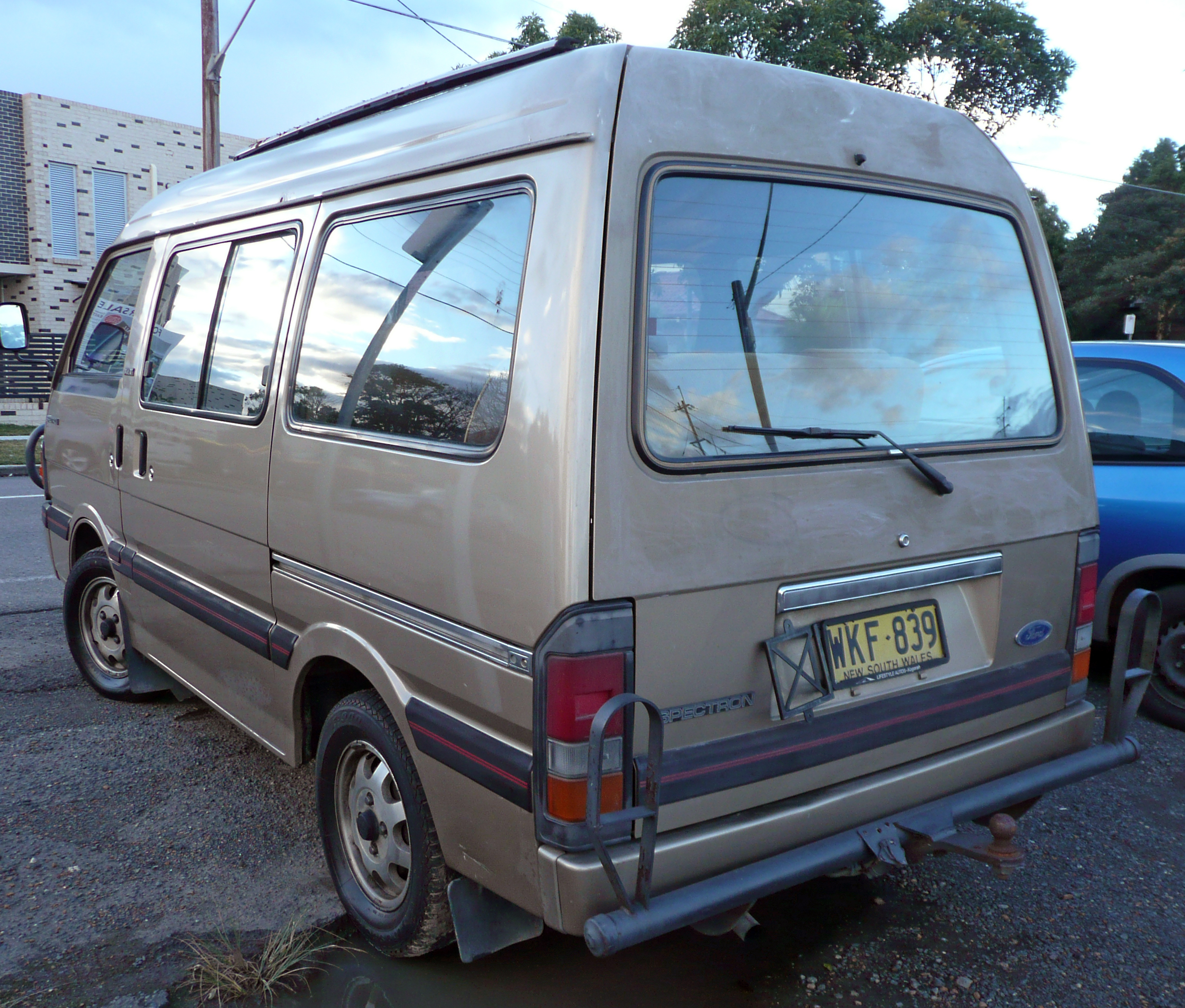
スペクトロン リア
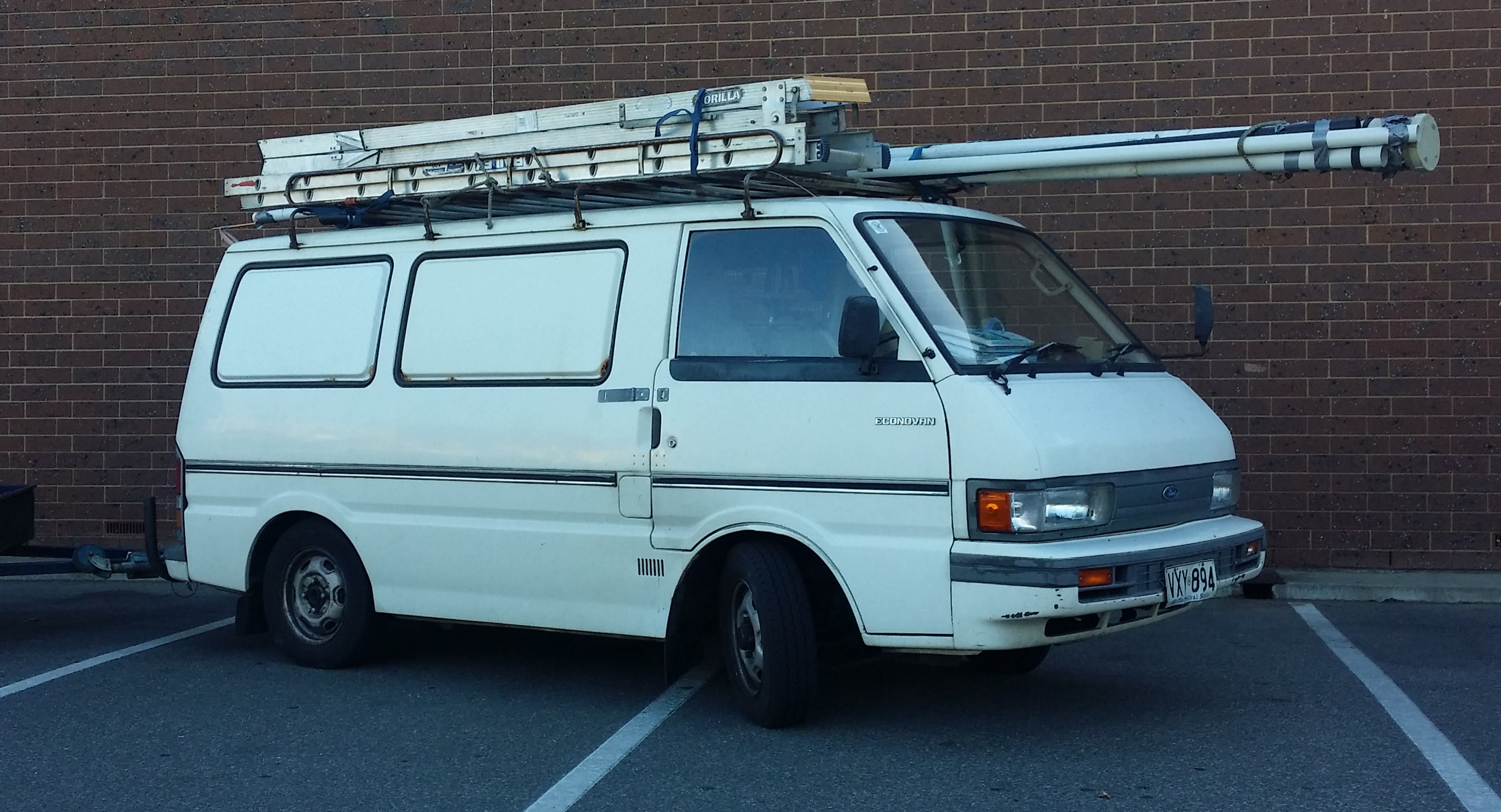
2代目エコノバン（マイナーチェンジ後）
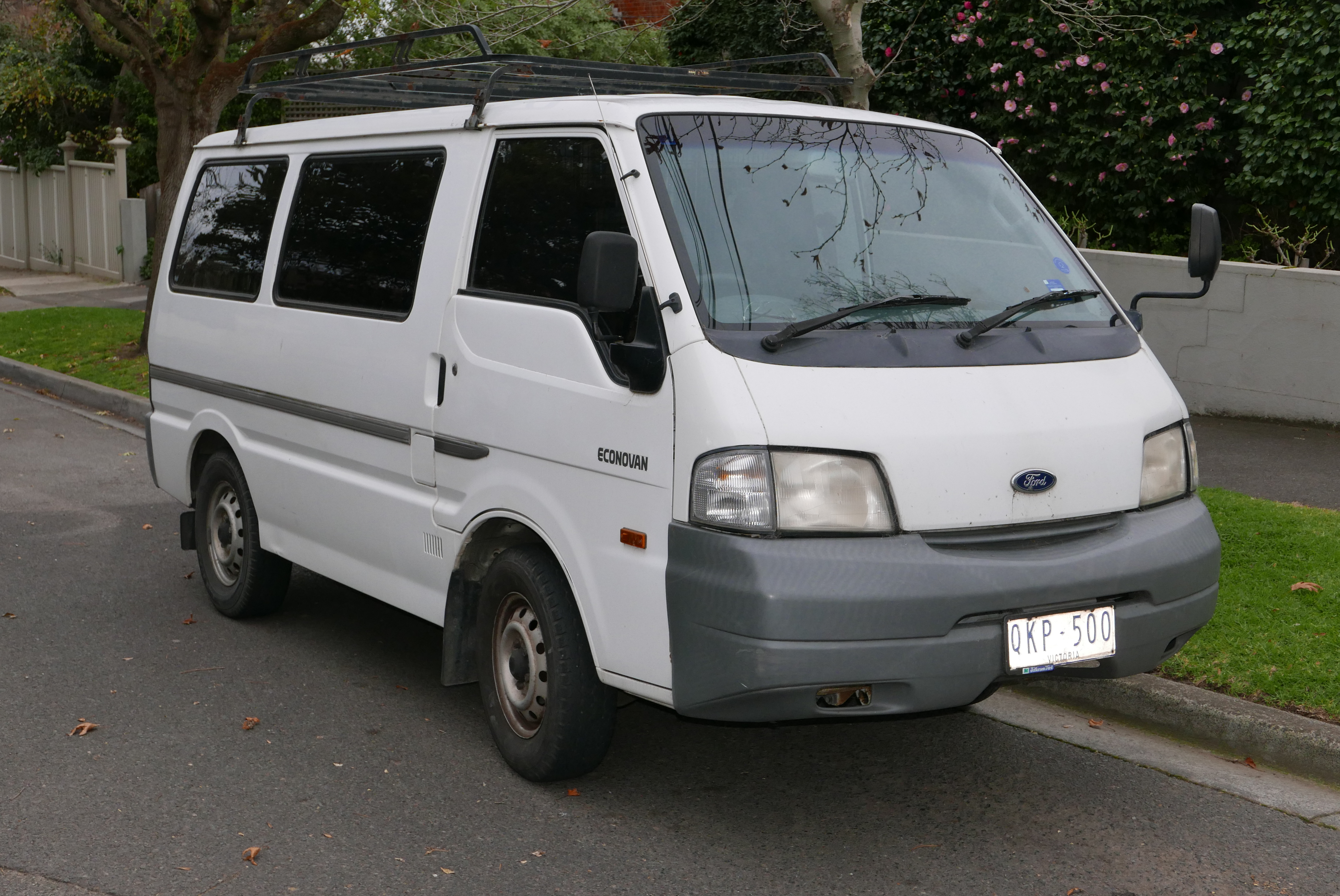
3代目エコノバン
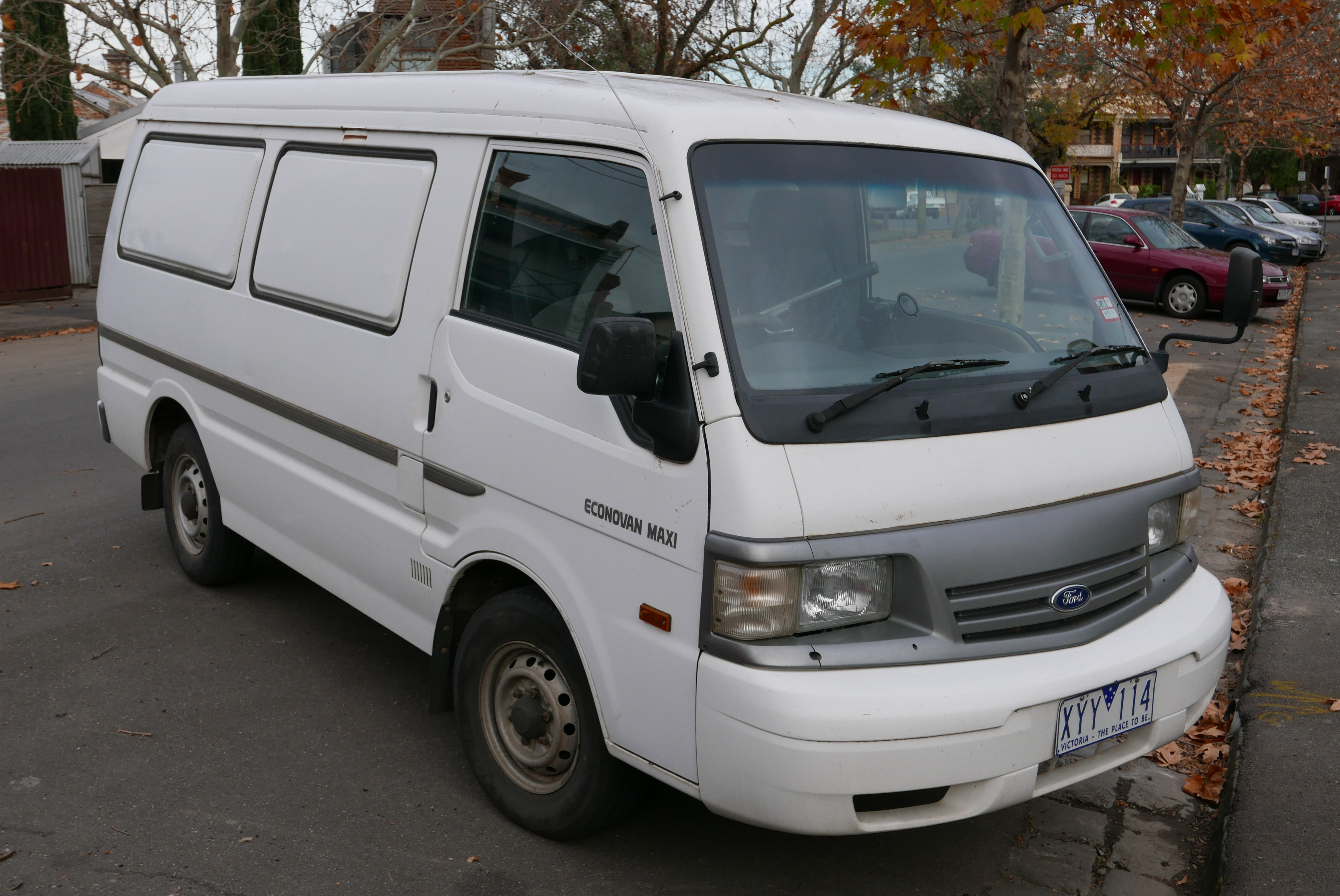
エコノバンマキシ

## 特徴
外観および内装は、OEMであるためボンゴに準じているが、フロントマスク、エンブレム、リアコンビネーションランプレンズのみオリジナル仕様（J80、J100バンも最終型ではリアコンビランプレンズもボンゴと共通）。また、3代目ボンゴ/ボンゴブローニィのバン・トラックはデビュー以来何度かフロントマスクの変更を受けているが、J80/J100はボンゴに合わせたバンパーのみの変更で、フロントグリルは最後まで変更されなかった。
F8型ガソリンエンジン車は、特殊車を除く一般的な自動車としては最後の手動チョーク採用車であった（チョークノブによる手動式）。
外装以外の改良と変更もボンゴと同時に行われている。詳細はボンゴおよびボンゴブローニィを参照。